# Zeugitana
Zeugitana (auch Proconsularis provincia oder Africa proconsularis genannt) war eine der sieben spätantiken römischen Provinzen innerhalb der von Diokletian begründeten und von Konstantin dem Großen ausgebauten Reichsorganisation im westlichen Nordafrika, der Diözese Africa. Sie umfasste den nördlichen Teil der bisherigen Provinz Africa Proconsularis, deren Namen sie auch weiterführte. Zu ihr gehörten unter anderem die Städte Karthago, Utica und Hippo Diarrhytus. Der vor der Konstituierung als eigene Provinz selten vorkommende Name war einheimischen Ursprungs.